# Richard Lander
Richard Lemon Lander (n. 8 februarie 1804, Truro, Anglia, Regatul Unit al Marii Britanii și Irlandei – d. 6 februarie 1834, Nigeria) a fost un explorator britanic în Africa de Vest. El și fratele său, John Lander, au fost primii europeni care au urmat cursul fluviului Niger și au descoperit că acesta curge spre Oceanul Atlantic.

## Date biografice
Richard Lander a fost fiul lui John Lander, hangiu în Truro și luptător profesionist, s-a născut în Fighting Cocks Inn (ulterior Dolphin Inn). A studiat la „Old Pascoe’s” din Coombs Lane, Truro, până în 1817, când, la vârsta de 13 ani, a însoțit un comerciant în Indiile de Vest, unde a suferit un atac de febră galbenă în San Domingo. Întors acasă în 1818, s-a angajat ca servitor la mai multe familii bogate din Londra și astfel a călătorit în Europa alături de acestea.
Prima expediție a lui Lander a fost în calitate de servitor al exploratorului scoțian Hugh Clapperton, cu care a mers în 1823 la Colonia Capului, apoi într-o expediție în Africa de Vest în 1825. Clapperton a murit pe 13 aprilie 1827, lângă Sokoto, în Nigeria actuală, iar Lander a devenit singurul membru european supraviețuitor al expediției. A mers spre sud-est până la Kano și de acolo a decis să călătorească spre sud până la Funda, pe râul Benue, ceea ce l-a transformat în primul european care a vizitat orașul Zangon Kataf, important centru comercial. El a descris în notele sale orașul și pe locuitorii săi, Atyap, înainte de a se întoarce prin regiunea Yoruba la coastă și de acolo în Marea Britanie în iulie 1828.
La solicitarea guvernului britanic, Lander s-a întors în Africa de Vest în 1830, însoțit de fratele său John. Au sosit în Badagri pe 22 martie 1830 și au urmat cursul inferior Niger de la Bussa până la mare. După ce au explorat aproximativ 160 km de la fluviul Niger în amonte, s-au întors pentru a explora în canoe râul Benue și Delta Nigerului. În deltă au fost răpiți de localnicii din orașul Aboh, iar regele local Obi Ossai a cerut o răscumpărare substanțială. Frații Lander au fost răscumpărați de Kingboy Amain, moștenitorul tatălui său, regele Forday Kulo al Regatului Nembe Brass (în prezent statul Baleysa), un regat implicat profund în comerțul cu ulei de palmier și comerțul cu sclavi, cu un rol esențial pentru interesele britanice.
Kingboy Amain i-a condus la Nembe, unde au ajuns pe 15 noiembrie 1830. Câteva zile mai târziu, Richard a fost dus la Akassa, la estuarul Nun al fluviului Niger, pentru a-l convinge pe un negustor englez, căpitanul Luke, să plătească răscumpărarea împreună cu alte daruri plătite de Kingboy Amain, iar John a rămas în Nembe între 17 și 23 noiembrie. John s-a alăturat fratelui său Richard la estuarul Nun al Nigerului la Akassa și, ulterior, a navigat înapoi în Marea Britanie.

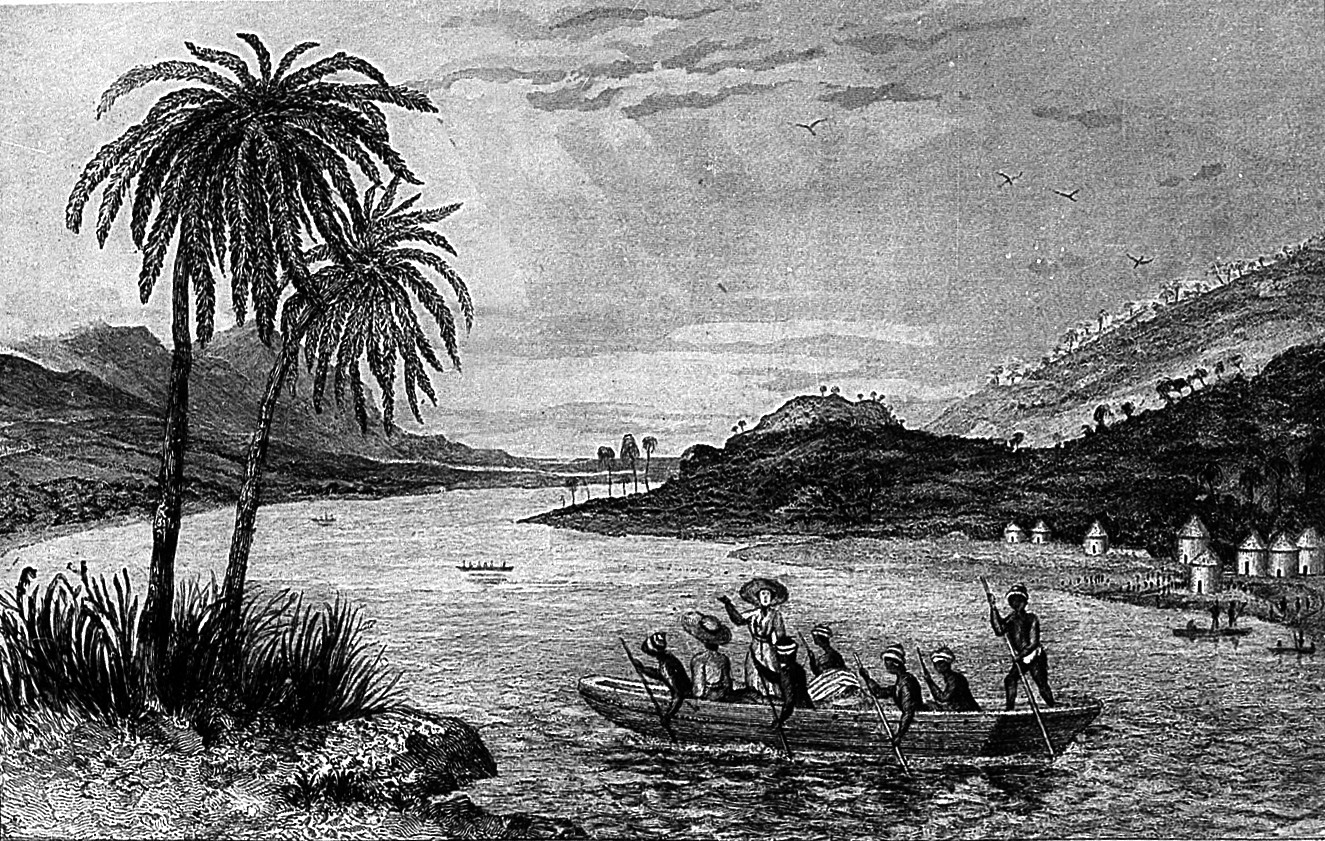
Călătoria fraților Lander

Frații Lander au recunoscut, în jurnalul lor, că răscumpărarea nu a fost niciodată rambursată, dar li s-a permis trecerea în siguranță înapoi pe o navă britanică, în ciuda nemulțumirii lui Kingboy Amain nu și-a primit înapoi banii de la căpitan. Kingboy Amain a jucat un rol esențial în întoarcerea lor în siguranță. În ciuda acestui eșec, au reușit să determine cursul și terminarea fluviului. Au călătorit înapoi în Marea Britanie de la Fernando Poo prin Rio de Janeiro în 1831.
În 1832, Lander s-a întors în Africa pentru a treia și ultima oară, în calitate de conducător al unei expediții organizate de Macgregor Laird și alți negustori din Liverpudlian, cu intenția de a întemeia o așezare comercială la confluența Niger și Benue, folosind două nave cu zbaturi, Quorra și Alburkah. Cu toate acestea, expediția a întâmpinat dificultăți, mulți membri ai personalului au murit din cauza febrei și Lander nu a reușit să ajungă la Bussa. În timp ce călătorea în amonte cu o canoe, Lander a fost atacat de băștinași și rănit cu muscheta. A reușit să se întoarcă pe coastă, dar, deoarece glonțul intrase prea adânc pentru a fi îndepărtat, s-a instalat cangrena și a murit. A fost înmormântat în cimitirul Clarence din Fernando Po. I-au supraviețuit soția și fiica sa.

## Moștenire

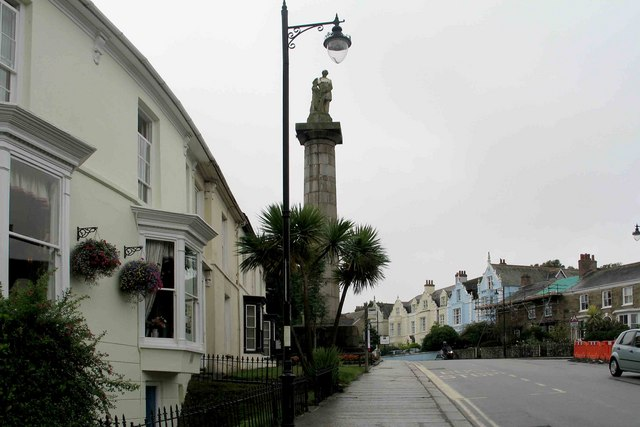
Monumentul lui Richard Lander din Truro

În Truro se află Monumentul lui Lander realizat de sculptorul englez Neville Northey Burnard, amplasat în partea de sus a străzii Lemon. De asemenea, Școala Richard Lander este numită în onoarea sa, la fel și complexul de locuințe Trelander, care în Cornish înseamnă casa sau orașul Lander. Construcția coloanei a început în 1835. În 1832 a devenit primul câștigător al medaliei fondatorului acordată de Societatea Regală de Geografie, „pentru servicii importante în stabilirea cursului și terminarea Nigerului”.
Pentru a marca cea de-a 200-a aniversare de la nașterea lui Richard Lander și a sărbători realizările fraților Lander, în noiembrie 2004 a fost trimisă o „Expediție a bunăvoinței” pentru a relua călătoria lor fluvială.

## Publicații
- Jurnalul celei de-a doua expediții în interiorul Africii de la Bight of Benin la Soccatoo al defunctului comandant al Marinei Regale Clapperton, la care se adaugă jurnalul lui Richard Lander din Kano la malul mării pe o rută mai estică (1829, Clapperton, Hugh; Lander, Richard). Londra: John Murray
- Jurnalul unei expediții pentru a explora cursul și vărsarea fluviului Niger (1832, Lander, Richard). Londra: John Murray